# Campeonato Cearense de Futebol de 2008
O Campeonato Cearense de Futebol de 2008, 94ª edição do campeonato, foi iniciado em 5 de janeiro, sendo disputado por 10 times em dois turnos, cada um com duas fases. Na primeira fase do primeiro turno, todos os clubes se enfrentam apenas em jogos de "ida" e os quatro com melhor índice técnico passam para a fase seguinte de mata-mata (1º x 4º e 2º x 3º), de onde sai o campeão do turno. A fórmula do segundo turno é igual, com exceção de que os times se enfrentam em jogos de "volta", ou seja, com o mando de campo invertido. Os campeões do primeiro e segundo turnos disputam o título de campeão cearense na grande final. Caso um único clube vença os dois turnos, será declarado campeão.
O campeão dessa edição foi o Fortaleza e o vice-campeão o Icasa, ganhando ambos o direito de disputar a Copa do Brasil de 2009. Icasa e Horizonte conquistaram o direito de disputar o Campeonato Brasileiro - Série C de 2008. Atlético Cearense e Guarani de Juazeiro foram rebaixados para a segunda divisão.

## Primeiro turno

### Primeira fase
| Tabela de classificação | Tabela de classificação | Tabela de classificação | Tabela de classificação | Tabela de classificação | Tabela de classificação | Tabela de classificação | Tabela de classificação | Tabela de classificação | Tabela de classificação |
| Pos.                    | Time                    | Pts                     | J                       | V                       | E                       | D                       | GP                      | GC                      | SG                      |
| ----------------------- | ----------------------- | ----------------------- | ----------------------- | ----------------------- | ----------------------- | ----------------------- | ----------------------- | ----------------------- | ----------------------- |
| 1                       | Horizonte               | 17                      | 9                       | 5                       | 2                       | 2                       | 14                      | 8                       | +6                      |
| 2                       | Icasa                   | 17                      | 9                       | 5                       | 2                       | 2                       | 14                      | 12                      | +2                      |
| 3                       | Ceará                   | 16                      | 9                       | 5                       | 1                       | 3                       | 15                      | 13                      | +2                      |
| 4                       | Fortaleza               | 16                      | 9                       | 4                       | 4                       | 1                       | 21                      | 13                      | +8                      |
| 5                       | Quixadá                 | 14                      | 9                       | 4                       | 2                       | 3                       | 17                      | 16                      | +1                      |
| 6                       | Ferroviário             | 13                      | 9                       | 4                       | 1                       | 4                       | 17                      | 17                      | 0                       |
| 7                       | Itapipoca               | 11                      | 9                       | 3                       | 2                       | 4                       | 11                      | 15                      | -4                      |
| 8                       | Guarani de Juazeiro     | 11                      | 9                       | 2                       | 5                       | 2                       | 11                      | 11                      | 0                       |
| 9                       | Boa Viagem              | 9                       | 9                       | 2                       | 3                       | 4                       | 17                      | 18                      | -1                      |
| 10                      | Atlético Cearense       | 0                       | 9                       | 0                       | 0                       | 9                       | 10                      | 24                      | -14                     |

### Segunda fase
Em ambas as fases, o time à esquerda joga a partida de volta como mandante.

#### Semifinais
O jogo de volta entre Horizonte e Fortaleza estava marcado para o Estádio Clenilsão, mas este foi vetado após uma vistoria da Polícia Militar em conjunto com o Ministério Público. O jogo foi realizado no Estádio Castelão.
- Jogos de ida: 7 e 8 de fevereiro
- Jogos de volta: 10 e 11 de fevereiro

| Equipe 1  | Total            | Equipe 2  | 1.º jogo | 2.º jogo    |
| --------- | ---------------- | --------- | -------- | ----------- |
| Horizonte | 3 – 3 (1 – 3)[a] | Fortaleza | 3 – 1    | 1 – 3 (pro) |
| Icasa     | 2 – 1[b]         | Ceará     | 1 – 0    | 1 – 1 (pro) |

- a. ^ O Horizonte venceu a primeira partida e o Fortaleza venceu a segunda no tempo normal por 2 a 0 levando o jogo à prorrogação, a qual terminou com empate por 1 a 1. Nos pênaltis, o Fortaleza venceu por 3 a 1.
- b. ^ O Icasa venceu a primeira partida e o Ceará venceu a segunda no tempo normal por 1 a 0 levando o jogo à prorrogação, a qual terminou com a vitória do Icasa por 1 a 0.

#### Final
- Jogo de ida: 14 de fevereiro
- Jogo de volta: 17 de fevereiro

| Equipe 1  | Total | Equipe 2 | 1.º jogo | 2.º jogo |
| --------- | ----- | -------- | -------- | -------- |
| Fortaleza | 2 – 3 | Icasa    | 1 – 2    | 1 – 1    |

### Premiação
| Primeiro turno do Campeonato Cearense de Futebol de 2008 |
| Juazeiro do Norte                                        |
| -------------------------------------------------------- |
| ICASA Campeão (classificado para a final do campeonato)  |

## Segundo turno
Foram realizadas vistorias em todos os estádios, sendo aprovados somente o Castelão, Clenilsão e Romeirão. Em virtude disso, a tabela sofreu várias alterações.

### Primeira fase
| Tabela de classificação | Tabela de classificação | Tabela de classificação | Tabela de classificação | Tabela de classificação | Tabela de classificação | Tabela de classificação | Tabela de classificação | Tabela de classificação | Tabela de classificação |
| Pos.                    | Time                    | Pts                     | J                       | V                       | E                       | D                       | GP                      | GC                      | SG                      |
| ----------------------- | ----------------------- | ----------------------- | ----------------------- | ----------------------- | ----------------------- | ----------------------- | ----------------------- | ----------------------- | ----------------------- |
| 1                       | Ferroviário             | 20                      | 9                       | 6                       | 2                       | 1                       | 16                      | 8                       | +8                      |
| 2                       | Horizonte               | 19                      | 9                       | 6                       | 1                       | 2                       | 23                      | 11                      | +12                     |
| 3                       | Ceará                   | 18                      | 9                       | 6                       | 0                       | 3                       | 21                      | 14                      | +7                      |
| 4                       | Fortaleza               | 18                      | 9                       | 5                       | 3                       | 1                       | 22                      | 11                      | +11                     |
| 5                       | Boa Viagem              | 12                      | 9                       | 3                       | 3                       | 3                       | 16                      | 15                      | +1                      |
| 6                       | Icasa                   | 12                      | 9                       | 3                       | 3                       | 3                       | 12                      | 14                      | -2                      |
| 7                       | Itapipoca               | 7                       | 9                       | 1                       | 4                       | 4                       | 12                      | 16                      | -4                      |
| 8                       | Quixadá                 | 6                       | 9                       | 1                       | 3                       | 5                       | 9                       | 21                      | -12                     |
| 9                       | Guarani de Juazeiro     | 6                       | 9                       | 0                       | 6                       | 3                       | 5                       | 14                      | -9                      |
| 10                      | Atlético Cearense       | 4                       | 9                       | 1                       | 1                       | 7                       | 10                      | 22                      | -12                     |

### Segunda fase
Em ambas as fases, o time à esquerda joga a partida de volta como mandante.

#### Semifinais
- Jogos de ida: 5 e 6 de abril
- Jogos de volta: 12 e 13 de abril

| Equipe 1    | Total | Equipe 2  | 1.º jogo | 2.º jogo |
| ----------- | ----- | --------- | -------- | -------- |
| Ferroviário | 0 – 1 | Fortaleza | 0 – 1    | 0 – 0    |
| Horizonte   | 6 – 4 | Ceará     | 1 – 1    | 5 – 3    |

#### Final
- Jogo de ida: 20 de abril
- Jogo de volta: 27 de abril

| Equipe 1  | Total            | Equipe 2  | 1.º jogo | 2.º jogo    |
| --------- | ---------------- | --------- | -------- | ----------- |
| Horizonte | 3 – 3 (4 – 5)[c] | Fortaleza | 1 – 3    | 1 – 0 (pro) |

- c. ^ O Fortaleza venceu a primeira partida e o Horizonte venceu a segunda no tempo normal por 1 a 0 levando o jogo à prorrogação, a qual terminou com empate por 0 a 0. Nos pênaltis, o Fortaleza venceu por 5 a 4.

### Premiação
| Segundo turno do Campeonato Cearense de Futebol de 2008     |
| Fortaleza                                                   |
| ----------------------------------------------------------- |
| FORTALEZA Campeão (classificado para a final do campeonato) |

## Final do campeonato
Primeiro jogo
| 1 de maio | Icasa | 0 – 2  | Fortaleza                      | Estádio Romeirão, Juazeiro do Norte                            |
| 16:30     |       | Súmula | Paulo Isidoro 2' · Osvaldo 71' | Público: 7,532 Árbitro: CE Francisco de Assis de Almeida Filho |

Segundo jogo
| 4 de maio | Fortaleza                                                    | 4 – 2  | Icasa                     | Estádio Castelão, Fortaleza                               |
| 16:00     | Taílson 22' · Paulo Isidoro 41' · Osvaldo 73' · Rômulo 90+2' | Súmula | Chiquinho 10' · Tiago 32' | Público: 44,497 Árbitro: CE Francisco Luzimar de Siqueira |

## Premiação
| Campeonato Cearense de 2008      |
| Fortaleza                        |
| -------------------------------- |
| FORTALEZA Bicampeão (37º título) |

## Classificação geral
| Tabela de classificação | Tabela de classificação | Tabela de classificação | Tabela de classificação | Tabela de classificação | Tabela de classificação | Tabela de classificação | Tabela de classificação | Tabela de classificação | Tabela de classificação |
| Pos.                    | Time                    | Pts                     | J                       | V                       | E                       | D                       | GP                      | GS                      | SG                      |
| ----------------------- | ----------------------- | ----------------------- | ----------------------- | ----------------------- | ----------------------- | ----------------------- | ----------------------- | ----------------------- | ----------------------- |
| 1                       | Fortaleza               | 51                      | 28                      | 14                      | 9                       | 5                       | 59                      | 35                      | +24                     |
| 2                       | Icasa                   | 36                      | 24                      | 10                      | 6                       | 8                       | 33                      | 36                      | -3                      |
| 3                       | Horizonte               | 46                      | 24                      | 14                      | 4                       | 6                       | 49                      | 30                      | +19                     |
| 4                       | Ceará                   | 38                      | 22                      | 12                      | 2                       | 8                       | 42                      | 35                      | +7                      |
| 5                       | Ferroviário             | 34                      | 20                      | 10                      | 4                       | 6                       | 33                      | 26                      | +7                      |
| 6                       | Boa Viagem              | 21                      | 18                      | 5                       | 6                       | 7                       | 33                      | 33                      | 0                       |
| 7                       | Quixadá                 | 20                      | 18                      | 5                       | 5                       | 8                       | 26                      | 37                      | -11                     |
| 8                       | Itapipoca               | 18                      | 18                      | 4                       | 6                       | 8                       | 23                      | 30                      | -7                      |
| 9                       | Guarani de Juazeiro     | 17                      | 18                      | 2                       | 11                      | 5                       | 16                      | 25                      | -9                      |
| 10                      | Atlético Cearense       | 4                       | 18                      | 1                       | 1                       | 16                      | 20                      | 46                      | -26                     |